# Helmkruidbloemkever
De helmkruidbloemkever (Anthrenus scrophulariae) is een keversoort uit de familie spektorren (Dermestidae). De wetenschappelijke naam van de soort werd in 1758 als Dermestes scrophulariae gepubliceerd door Carl Linnaeus.
Deze spektor soort vreet aan tapijten, meubels en kleding.